# Renate Riemeck
Renate Riemeck (née le 4 octobre 1920 à Breslau et morte le 12 mai 2003 à Alsbach-Hähnlein) est une historienne médiéviste et une militante pour la paix allemande. Elle est connue comme étant la mère adoptive de la militante de gauche et journaliste Ulrike Meinhof.

## Biographie
Encore jeune fille, elle rejoint le mouvement religieux de La Communauté des chrétiens (en allemand : Christengemeinschaft), collectif antrophosophique fondé en 1922 en Suisse par un groupe de théologiens évangélistes, et qui sera interdit en Allemagne en 1941.
Au début des années 1940, alors qu'elle réside à Iéna, Renate Riemeck se lie d'amitié avec Ingeborg Meinhof, tombée en veuvage tout récemment. Renate Riemeck déménage alors chez la famille Meinhof qui l’héberge dès lors.
Pendant la guerre, elle est secrétaire du SS Johann von Leers.
Après la guerre, Iéna faisant partie de la zone d'occupation soviétique, elle fait partie des millions de personnes déplacées après le conflit. Elle s'installe à Oldenbourg avec la famille Meinhof.
Elle travaille à Oldenbourg dans le domaine de la formation des enseignants. Elle est ainsi l'auteure d'un des premiers manuels d'éducation démocratique de l'après-guerre. En 1946, elle rejoint le Parti social-démocrate d'Allemagne (SPD).
Après la mort d'Ingeborg Meinhof en 1949 des suites d'un cancer, Renate Riemeck assume le rôle de parent adoptif des deux orphelins que laisse derrière elle son amie. Parmi elles, Ulrike Meinhof deviendra par la suite célèbre en tant que membre importante de la Fraction armée rouge.
En 1960, Renate Riemeck fait partie des fondateurs et fondatrices de l'Union allemande pour la paix (de) (en allemand : Deutsche Friedens-Union (DFU)).
Selon l'historien des idées et politologue Stéphane François dans un article paru au Monde en 2009, Renate Riemeck, « cadre dénazifiée », fait dans les années 1970 la promotion d'une certaine « forme d'écologie » d'extrême droite.